# Yetbarak
Yetbarak (äthiop. ይትባረክ) war Negus Negest (Kaiser) von Äthiopien sowie ein Mitglied der Zagwe-Dynastie. Er war der Sohn von Gebra Maskal Lalibela.
Der Überlieferung zufolge, wurde er König, nachdem sein Vater, König Lalibela, dessen erste Wahl, Yetbaraks Cousin Na’akueto La’ab, entthront hatte. Der äthiopische Historiker Taddesse Tamrat hält dies für eine offizielle Version der Ereignisse und glaubt, dass tatsächlich Na’akueto La’ab mit Yetbarak um den Thron kämpfte und trotz anfänglichen Erfolgs, schließlich Yetbarak die Krone erlangte.
Des Weiteren behauptet Taddesse Tamrat, dass Yetbarak in der amtlich überlieferten Hagiographie als Za-Ilmaknun erscheint. Dies war der König aus der Zagwe-Dynastie, den Yekuno Amlak tötete und auf den Thron folgte. Er stellt fest, dass „Za-Ilmaknun“ übersetzt „Der Unbekannte, der Versteckte“ bedeutet und hält diesen „esoterischen Begriff“ für eine dienliche Methode, um jedwede Verbindung zwischen dem durch Yekuno Amlak getöteten König und Lasta zu verleugnen.